# تپه آوه ۲
تپه آوه ۲ مربوط به دوران پیش از تاریخ ایران باستان تا دوران‌های تاریخی پس از اسلام است و در استان قزوین، شهرستان قزوین، بخش رودبار الموت شرقی، روستای اوه واقع شده و این اثر در تاریخ ۱۹ اسفند ۱۳۸۰ با شمارهٔ ثبت ۴۸۳۷ به‌عنوان یکی از آثار ملی ایران به ثبت رسیده است.